# Tamiops barbei
Tamiops barbei ist eine Hörnchenart aus der Gattung der Baumstreifenhörnchen  (Tamiops). Es kommt östlich des Irrawaddy in Myanmar, im gebirgigen Norden von Thailand, im äußersten Norden Vietnams und im Süden der chinesischen Provinz Yunnan sowie in den Bergen der Malaiischen Halbinsel vor.

## Merkmale
Verglichen mit anderen Baumstreifenhörnchen ist Tamiops barbei eine kleine Art. Die Kopf-Rumpf-Länge liegt bei 10,7 bis 11,4 Zentimeter, das durchschnittliche Gewicht beträgt 47 Gramm. Wie andere Baumstreifenhörnchen hat es eine bräunlich-graue Grundfärbung und der Rücken ist gestreift. Die äußeren hellen Streifen sind heller und wesentlich breiter als die inneren hellen Streifen. Brust und Bauch sind orange bis rostfarben. Vom Himalaya-Streifenhörnchen (Tamiops mcclellandii) unterscheidet sich Tamiops barbei durch die rötliche Farbe von Brust- und Bauch (gelbbraun ohne Rotanteil bei T. mcclellandii) und die weißen Haare am Schwanz. Außerdem sind bei Tamiops barbei die drei dunklen Streifen auf dem Rücken von gleicher Farbe, während beim Himalaya-Streifenhörnchen die äußeren Streifen heller sind als der mittlere.

## Lebensraum
Tamiops barbei kommt in tropischen Regen- und Monsunwäldern von Meeresspiegelhöhe bis in Höhen von 2130 Metern vor, die Unterart Tamiops barbei inconstans lebt in subtropischen Wäldern.

## Systematik
Tamiops barbei wird als eigenständige Art innerhalb der Gattung der Baumstreifenhörnchen (Tamiops) eingeordnet, die aus 6 Arten besteht. Die wissenschaftliche Erstbeschreibung erfolgte 1847 durch den britischen Zoologen Edward Blyth. Lange Zeit galt Tamiops barbei nur als Unterart des Himalaya-Streifenhörnchens (T. mcclellandii). Eine Gruppe vietnamesischer und japanischer Wissenschaftler fanden jedoch deutliche Unterschiede in der mitochondrialen und Kern-DNA, in der Morphometrie von Schädel und Penisknochen, sowie einen unterschiedlichen Paarungsruf und gaben Tamiops barbei im Oktober 2024 den Status einer eigenständigen Art. Es werden zwei Unterarten unterschieden, Tamiops barbei barbei im größten Teil Südostasiens und Tamiops barbei inconstans im Norden Vietnams und im Süden von Yunnan. Es besteht jedoch die Möglichkeit das T. b. inconstans in Zukunft als eigenständige Art eingestuft wird (candidate species), da es sich hinsichtlich der Fellfärbung und der mitochondrialen DNA von Tamiops barbei barbei unterscheidet. Außerdem hat es einen kürzeren Schwanz. Bisher fehlt jedoch ein Vergleich der Kern-DNA.